# Yoras
Los yora, amahuaca, arara o shawãdawa, son un pueblo indígena de la Amazonía peruana y brasileña, que se distribuyen en las regiones de Ucayali y Madre de Dios y Acre. Hablan el idioma amahuaca que forma parte de la familia lingüística pano.
Principalmente se agrupan en las cuencas de los ríos Mapuya, Curanja, Sepahua, Inuya y Yurúa.

## Historia
Fueron los misioneros franciscanos, los que en 1686 contactaron por primera vez a los yora, a quienes llamaron amahuaca. Los misioneros encontraron 12 chozas en la zona del río Conguari, en un momento histórico en el que los yora vivían en constante zozobra por parte de los piro, shipibo y conibo, quienes los tenían de esclavos domésticos.
A finales del siglo XIX, los yora o amahuaca vieron recrudecer los ataques contra su etnia por parte de los caucheros, quienes los buscaban ante la demanda de mano de obra nativa para el trabajo de la recolección de esta resina.
Los yoras rechazaron el contacto con blancos y los grupos indígenas piro, shipibo y conibo hasta 1925. Únicamente tenían relaciones pacíficas con etnias ashinahua y ashánincas. 
En 1962, un grupo de familias yoras inició una migración desde el río Curiuja para asentarse en las riveras del río Urubamba. De esta manera un grupo se une a la misión Sepahua, mientras que otro se ubicaron en Jatitza, cercano a Atalaya.
Una parte importante de este grupo, todavía se mantiene aislado en sus territorios primigenios hasta la actualidad.

## Organización
Los yora se hallan divididos en indowo, rondowo, shaawo, kutinawa, shawanawa y na'iwo, el que pertenece a uno de estos grupos lo hace de manera exclusiva. Los asentamientos están constituidos por miembros de diferentes grupos, aunque alguno pueda predominar en cada asentamiento.
Tradicionalmente, las familias yoras son de carácter patrilocal extendida. Existen normas de residencia virilocal después del matrimonio, esto quiere decir que la nueva pareja reside en el asentamiento de la familia del esposo, aunque en ocasiones especiales se obliga a vivir al hombre con la familia de la esposa y ayudar al suegro en el trabajo de la tierra.
Por norma, uno de los hombres debe casarse con la hija del hermano de la madre o la hija de la hermana del padre (matrimonio con la prima cruzada bilateral). Pero también se promueve la existencia de unidades exogámicas y líneas de intercambio matrimonial.